# Amanda Babin
Amanda Babin (Metairie, Luisiana; 28 de junio de 1988) es una modelo y actriz estadounidense. Inició su carrera en el ciclo 7 del reality show America's Next Top Model (ANTM).

## Biografía
Amanda Babin nació en Metairie, Luisiana, pero se trasladó a Anaheim, California, con su hermana gemela, Michelle. Antes de que se uniera a America's Next Top Model, en el ciclo 7 junto con Michelle, trabajaba como ejecutiva de ventas en una librería local. Muy alta (mide 1,83 metros), siempre había tenido deseos de entrar en la industria del modelaje. 
Amanda inicialmente probó para America's Next Top Model, ciclo 6, pero solo fue aceptada en la séptima temporada. Como finalista, fue criticada a menudo por los jueces debido a que estaba visiblemente incómoda en las pistas y en las sesiones fotográficas, pero hizo lo posible para superar sus debilidades, y finalmente fue capaz de ir un poco más allá de su hermana gemela, Michelle. Adquirió un terreno en el Top 4 con Eugena Washington, Melrose Bickerstaff y CariDee English. Fue la décima concursante en ser enviada a casa. 
Desde su aparición en el show, Amanda ha seguido una carrera en el modelaje en Los Ángeles. También ha destacado como actriz en la película From Within (2008).

## Filmografía
- Desde Adentro (From Within) (2008). ... Molly
- America's Next Top Model. ... Ella misma (13 episodios, 2006-2008)
- Bienvenido a Top Model Prep (2008) TV episodio
- La chica que impresiona a Pedro (2007) TV episodio. ... Ella misma
- La chica que se convierte en America's Next Top Model (2006) TV episodio. ... Ella misma
- La chica que rejas (2006) TV episodio. ... Ella misma
- Palillos (2006) TV episodio. ... Ella misma